# Vụ ám sát Jovenel Moïse
Tổng thống Haiti Jovenel Moïse bị một nhóm người có vũ trang ám sát tại dinh thự thứ Tư, ngày 7 tháng 7 năm 2021 lúc 1 giờ sáng EDT. Vợ của Moïse, Đệ nhất Phu nhân Martine Moïse, cũng bị bắn nhiều phát trong vụ tấn công, và được đưa tới Hoa Kỳ để cấp cứu. Một nhóm gồm 28 lính đánh thuê nước ngoài bị cho là thủ phạm vụ giết người. Sau đó trong ngày, cảnh sát đã bắn chết 3 trong số những kẻ tình nghi là sát thủ và bắt thêm 20 người khác. Một cuộc truy lùng vẫn đang được tiếp tục đối với 5 tay súng khác cũng như những kẻ chủ mưu của vụ tấn công, một trong số đó được cho là đã bị bắt vào ngày 11 tháng 7. Tuy nhiên, động cơ ám sát Moïse vẫn chưa được xác định. Trưởng công tố Haiti Bedford Claude xác nhận có kế hoạch đưa các vệ sĩ hàng đầu của Moïse đến để thẩm vấn; không có nhân viên bảo vệ nào của tổng thống thiệt mạng hoặc bị thương trong vụ tấn công.,
Thủ tướng đương nhiệm Claude Joseph nói ông đã đứng ra nắm quyền điều hành đất nước. Người kế nhiệm chức tổng thống hiện chưa rõ.

## Bối cảnh

### Bầu cử
Moïse được chọn làm người kế nhiệm Tổng thống Michel Martelly, vốn không được tái tranh cử trong cuộc bầu cử tổng thống năm 2015 theo hiến pháp. Kết quả chính thức cho thấy Moïse nhận được 33% số phiếu bầu trong vòng đầu tiên, cao nhất trong các ứng viên nhưng thấp hơn nửa số phiếu cần để tránh một cuộc bầu cử run-off. Ứng cử viên xếp thứ hai Jude Célestin và một số người khác nghi ngờ kết quả kiểm phiếu. Cuộc bầu cử run-off liên tục bị hoãn, dẫn đến biểu tình bạo động xảy ra, và cuối cùng kết quả của cuộc bầu cử bị hủy bỏ. Khi nhiệm kỳ của Michel Martelly kết thúc, cơ quan lập pháp chọn Jocelerme Privert làm Tổng thống tạm thời trước khi tổ chức một cuộc bầu cử mới vào tháng 11 năm 2016. Trong cuộc bầu cử này, Moïse nhận được 56% tổng số phiếu, quá bán để tránh một cuộc run-off. Moïse nhậm chức ngày 7 tháng 2 năm 2017. Mặc dù ông sẽ rời chức vụ ngày 7 tháng 2 năm 2021 theo sửa đổi hiến pháp quy định tính thời gian từ khi tổng thống mới được bầu thay vì từ khi nhậm chức, ông được Hoa Kỳ và Tổ chức các quốc gia châu Mỹ (OAS) ủng hộ để giữ chức vụ thêm một năm.

### Khủng hoảng chính trị
Trong thời gian Moïse làm tổng thống, bạo loạn và xung đột chính trị xuất hiện liên tục, với nhiều cuộc biểu tình chống chính phủ diễn ra. Có khẳng định cho rằng nhiệm kỳ của ông kết thúc ngày 7 tháng 2 năm 2021, tuy nhiên Moïse nói nhiệm kỳ của mình chỉ kết thúc năm 2022 vì ông nhậm chức năm 2017. Biểu tình diện rộng diễn ra trong thủ đô của Haiti khi người dân yêu cầu ông từ chức vào đầu năm nay. Một số cuộc biểu tình được cho là liên quan đến những đảng chính trị khác. Tình hình leo thang căng thẳng khi những người chống đối Moïse tuyên bố thẩm phán Joseph Mécène Jean-Louis là tổng thống lâm thời tháng 2 năm 2021.
Moïse bổ nhiệm bảy thủ tướng khác nhau trong nhiệm kỳ của mình, người cuối cùng là Ariel Henry được chọn ngày 5 tháng 7 năm 2021.

## Vụ tấn công
Moïse bị giết vào sáng sớm ngày 7 tháng 7 năm 2021, khi những tay súng không rõ danh tính tấn công dinh thự của ông tại quận Pèlerin 5, Pétion-Ville. Martine Moïse, Đệ nhất Phu nhân của Haiti, phải nhập viện vì bị thương trong cuộc tấn công. Thông cáo báo chí trong ngày từ văn phòng Thủ tướng Claude Joseph nói cuộc tấn công được thực hiện bởi "một nhóm các cá nhân không rõ danh tính, một số nói tiếng Tây Ban Nha". Hàng xóm của Moïse khẳng định nghe thấy nhiều tiếng súng máy hạng nặng vào khoảng thời gian xảy ra vụ việc. Video quay bởi cư dân gần đó chứa giọng nói của một người đàn ông với chất giọng Mỹ, nói bằng tiếng Anh, và tự xưng là thành viên của Lực lượng Chống ma túy Hoa Kỳ (DEA). Một số nguồn tin cho hay cuộc tấn công không liên quan đến DEA; "Đây là lính đánh thuê", một viên chức chính phủ Haiti nói.

## Phản ứng quốc tế
Tổng thống Cộng hòa Dominica Luis Abinader đóng cửa biên giới với Haiti và triệu tập một cuộc họp khẩn với các chỉ huy quân đội về vụ ám sát.
Cộng đồng quốc tế lên tiếng phê phán vụ tấn công, bao gồm phát ngôn của chính phủ Anh và Mỹ.